# Breitungen (Südharz)
Breitungen è una frazione del comune tedesco di Südharz, nella Sassonia-Anhalt.

## Storia
Breitungen è un piccolo centro agricolo di antica origine; fu citata per la prima volta il 29 luglio 961 come Breydinge.
Il 1º gennaio 2010 il comune di Breitungen fu fuso con i comuni di Bennungen, Breitenstein, Dietersdorf, Drebsdorf, Hainrode, Hayn (Harz), Kleinleinungen, Questenberg, Roßla, Rottleberode, Schwenda e Uftrungen, formando il nuovo comune di Südharz.